# 金日成総合大学
座標: 北緯39度3分29.9秒 東経125度46分5.9秒 / 北緯39.058306度 東経125.768306度
金日成総合大学（キム・イルソンそうごうだいがく）は、朝鮮民主主義人民共和国（北朝鮮）の国立総合大学。教育省の直属機関。

## 概要
金日成の「総合大学の最も重要な任務は、優秀な民族幹部を多く輩出する事である」という号令の下、1946年10月1日に創立され、大学キャンパスは平壌市大城区域の龍南山の丘上にある。
1948年に工学部が金策工業総合大学、農学部が平壌農業大学、医学部が平壌医科大学にそれぞれ分離し、1964年に外国語学部が分離して平壌外国語大学となった。現在は14の学部、50余の学科、600余の学級で1万2,000人もの学生が学んでおり、これと別途で夜間・通信部で5,000人が学生として登録されている。キャンパスには本部棟、一号館、二号館、図書館をはじめ、金日成主席銅像、金日成同志革命史跡館、金日成礼品陳列館など、金日成主席に関連した施設も持つ。学部は大きく社会科学部と自然科学部の2つに分けられ、それぞれの学部がどちらかに所属する形式をとる。
また、歴史研究所、経済学研究所、哲学研究所、法学研究所、物理学研究所など各種研究所が置かれている。アジア、アフリカ、ヨーロッパなどからの留学生受け入れも行っており、教授数は3,500を数える。この大学の卒業生は同国社会のエリート層を成しており、金正日・金正恩をはじめ内閣の次官級の3分の1以上が、この大学出身者らで占められている。

## 学部
社会科学部門
- 経済学部
- 歴史学部
- 哲学部
- 法学部
- 朝鮮語文学部
- 外国語文学部
- 財政金融学部

自然科学部門
- 数学部
- 物理学部
- エネルギー科学部
- 情報科学部
- 化学部
- 生命科学部
- 地球環境科学部
- 地質学部
- 力学部
- 材料科学部
- 電子自動化学部
- 山林科学部

その他部門
- 遠隔教育学部
- 教育学部